# Dime novel

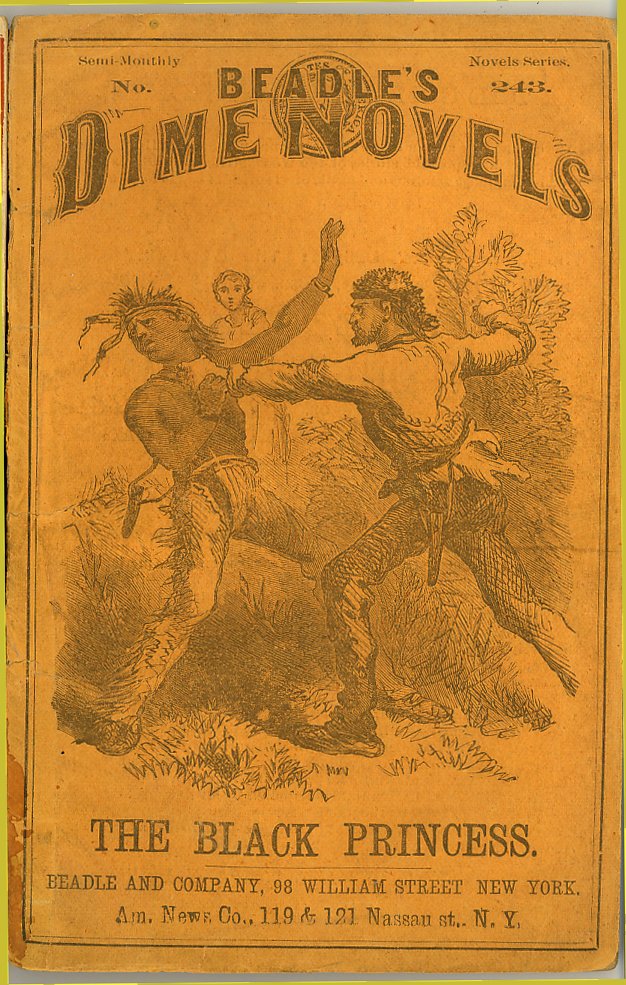
Un ejemplo de dime novel original, de alrededores de 1860.

Las novelas de diez centavos (en inglés, dime novels) fueron publicaciones de literatura popular producidas en Estados Unidos entre 1861 y hasta la década de 1950, alcanzando su período de mayor popularidad en los últimos veinte años del siglo XIX y las primeras dos décadas del siglo XX. Dichas publicaciones eran periódicas y estaban dirigidas especialmente a las clases trabajadoras de la época. Las novelas se desarrollaron en distintos escenarios y utilizaron personajes sumamente diferentes unos de otros, desde vaqueros en el Viejo Oeste hasta detectives en ciudades como Nueva York. Su equivalente en el mundo hispano son las llamadas novelas de a duro o de bolsillo, producto de la editorial Cíes o la editorial Bruguera.

## Periodización
Malaeska, escrita por Ann S. Stephens, está considerada la primera novela de diez centavos. El período de auge de este tipo de literatura puede ubicarse entre 1875 y 1920. Con el tiempo, el género se diluiría hasta alcanzar su final a mediados del siglo XX.